# Ибаньес, Матиас
Мати́ас Алеха́ндро Иба́ньес Басуа́льдо (исп. Matías Alejandro Ibáñez Basualdo; род. 16 декабря 1986, Буэнос-Айрес) — аргентинский футболист, вратарь. Ныне выступает за «Колон».

## Биография
Матиас Ибаньес — воспитанник клуба «Велес Сарсфилд», но свою профессиональную карьеру начинал в «Олимпо», выступавшем в Примере B Насьональ. В 2010 команда вышла в Примеру. 18 июня 2011 года Ибаньес дебютировал в аргентинской Примере, выйдя на замену в гостевом матче против «Кильмеса». Сезон 2012/13 Ибаньес провёл на правах аренды за «Сан-Лоренсо». В феврале 2014 года он перешёл в испанский «Эйбар», но не сыграв ни одного официального матча, вернулся на родину, став футболистом «Лануса». В сезоне 2016/17 Ибаньес играл роль основного голкипера «Темперлея», будучи в аренде.

## Достижения
«Олимпо»
- Победитель Примеры B Насьональ (1): 2009/10

 «Ланус»
- Чемпион Аргентины (1): 2016